# Killy Literaturlexikon
Das Killy Literaturlexikon – Autoren und Werke des deutschsprachigen Kulturraumes ist ein Autorenlexikon zur deutschsprachigen Literatur. In der neuesten Auflage sind zwölf Bände zwischen 2008 und September 2011 im Verlag de Gruyter erschienen. 2012 folgte ein Registerband.
Das ursprünglich von Walther Killy herausgegebene Lexikon trug den Namen Literaturlexikon. Autoren und Werke deutscher Sprache (15 Bände). Es war von 1988 bis 1993 im Bertelsmann Verlag erschienen. Die vollständig überarbeitete Neuauflage bei De Gruyter wurde von Wilhelm Kühlmann herausgegeben, in Verbindung mit Achim Aurnhammer, Jürgen Egyptien, Karina Kellermann, Helmuth Kiesel, Steffen Martus und Reimund Bernhard Sdzuj. Die Artikel enthalten neben ausführlichen Angaben zu Leben und Werk der Autoren auch ausführliche und aktuelle Angaben zur Sekundärliteratur. Aufgrund des hohen Preises ist es vor allem in Bibliotheken zu finden. Der Auswahl der Autoren liegt ein weiter Literaturbegriff zugrunde, sodass das Lexikon z. B. auch einen Artikel zu Eugen Drewermann enthält.
Seit 2012 befinden sich die Artikel des Lexikons auch in der Verfasser-Datenbank des Verlags Walter de Gruyter. Neben dem Killy Literaturlexikon sind darin das Verfasserlexikon sowie die Lexika Deutscher Humanismus 1480–1520, Frühe Neuzeit in Deutschland 1520–1620 (VL16) und Frühe Neuzeit in Deutschland 1620–1720 (VL17) enthalten.

## Ausgaben
- Walther Killy (Hrsg.): Literaturlexikon. Bertelsmann-Lexikon-Verlag, Gütersloh & München 1988–1993. 14 Bände und 1 Registerband:
  - Bd. 1. A – Bis. 1988, ISBN 3-570-04671-0.
  - Bd. 2. Bit – Dav. 1989, ISBN 3-570-04672-9.
  - Bd. 3. Dea – Fre. 1989, ISBN 3-570-04673-7.
  - Bd. 4. Fri – Hap. 1989, ISBN 3-570-04674-5.
  - Bd. 5. Har – Hug. 1990, ISBN 3-570-04675-3.
  - Bd. 6. Huh – Kräf. 1990, ISBN 3-570-04676-1.
  - Bd. 7. Kräm – Mas. 1990, ISBN 3-570-04677-X.
  - Bd. 8. Mat – Ord. 1990, ISBN 3-570-04678-8.
  - Bd. 9. Ore – Roq. 1991, ISBN 3-570-04679-6.
  - Bd. 10. Ros – Sel. 1991, ISBN 3-570-04680-X.
  - Bd. 11. Sem – Var. 1991, ISBN 3-570-04681-8.
  - Bd. 12. Vas – Z. 1992, ISBN 3-570-04682-6.
  - Bd. 13. Begriffe, Realien, Methoden. 1992, ISBN 3-570-04713-X.
  - Bd. 14. Begriffe, Realien, Methoden. 1993, ISBN 3-570-04714-8.
  - Bd. 15. Register. 1993, ISBN 3-570-04715-6.
- Wilhelm Kühlmann (Hrsg.), Walther Killy (Begr.): Killy Literaturlexikon. Autoren und Werke des deutschsprachigen Kulturraumes. 2., vollst. überarb. Auflage. De Gruyter, Berlin/Boston 2008–2012. 12 Bände und 1 Registerband:
  - Bd. 1 A – Blu. 2008, ISBN 978-3-11-018962-9, auch E-Book ISBN 978-3-11-020933-4.
  - Bd. 2 Boa – Den. 2008, ISBN 978-3-11-020375-2, auch E-Book ISBN 978-3-11-020934-1.
  - Bd. 3 Dep – Fre. 2008, ISBN 978-3-11-020376-9, auch E-Book ISBN 978-3-11-020935-8.
  - Bd. 4 Fri – Hap. 2009, ISBN 978-3-11-021389-8, auch E-Book ISBN 978-3-11-021390-4.
  - Bd. 5 Har – Hug. 2009, ISBN 978-3-11-021391-1, auch E-Book ISBN 978-3-11-021392-8.
  - Bd. 6 Huh – Kräf. 2009, ISBN 978-3-11-021393-5, auch E-Book ISBN 978-3-11-021394-2.
  - Bd. 7 Kräm – Marp. 2010, ISBN 978-3-11-022048-3, auch E-Book ISBN 978-3-11-022049-0.
  - Bd. 8 Marq – Or. 2010, ISBN 978-3-11-022046-9, auch E-Book ISBN 978-3-11-022047-6.
  - Bd. 9 Os – Roq. 2010, ISBN 978-3-11-022044-5, auch E-Book ISBN 978-3-11-022045-2.
  - Bd. 10 Ros – Se. 2011, ISBN 978-3-11-022042-1, auch E-Book ISBN 978-3-11-022043-8.
  - Bd. 11 Si – Vi. 2011, ISBN 978-3-11-022040-7, auch E-Book ISBN 978-3-11-022041-4.
  - Bd. 12 Vo – Z. 2011, ISBN 978-3-11-022038-4, auch E-Book ISBN 978-3-11-022039-1.
  - Bd. 13 Register. 2012, ISBN 978-3-11-022028-5, auch E-Book ISBN 978-3-11-022029-2.